# Theresa Hahl

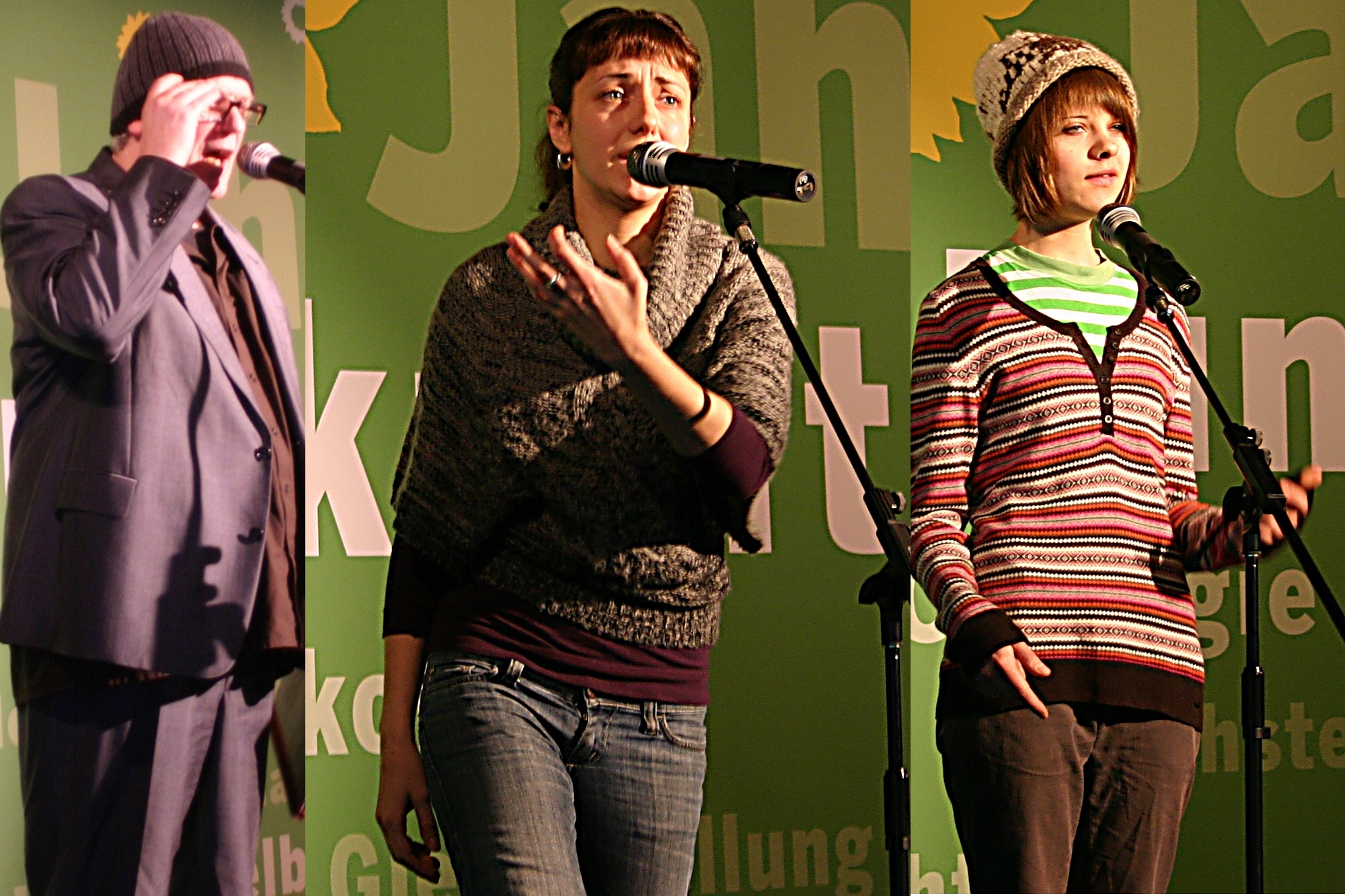
Theresa Hahl (rechts) bei einem Auftritt.

Theresa Hahl (* 1989 in Heidelberg) ist eine deutsche Lyrikerin und Slam-Poetin.

## Biografie
Theresa Hahl ist Siegerin zahlreicher Poetry-Slams im deutschsprachigen Raum, ihre Texte sind in diversen Zeitschriften und Anthologien abgedruckt worden. Bei den U20-Meisterschaften im Poetry Slam erreichte sie 2009 in Düsseldorf den dritten Platz, 2011 stand sie in der Hamburger o2-World vor 4000 Zuschauern beim bislang größten Finale bei den deutschsprachigen Slam-Meisterschaften. Auch bei regionalen Meisterschaften errang Hahl diverse Erfolge, so gewann sie die hessische Meisterschaft, den Hessenslam, im Jahr 2011 und wurde 2012 Vize-Meisterin. Beim NRW-Slam erreichte sie 2013 in der Essener Weststadthalle das Finale. Gemeinsam mit Jason Bartsch, Sebastian 23 und Jan Philipp Zymny bildet sie in Bochum die regelmäßige Lesebühne Unendlich viele Affen.
Für das Goethe-Institut reiste Hahl unter anderem nach Indien und Afrika, um dort internationale Lyrik- und Poetry-Slam-Projekte durchzuführen.
Hahl ist einer der Hauptakteure in der Dokumentation Dichter und Kämpfer, in der das Leben von Poetry-Slammern porträtiert wird. Der Film feierte 2012 auf der Berlinale Premiere.

## Veröffentlichungen
- Drei Lebensweisheiten in vier Strophen. oder: Wir sind unsere eigenen Philosophen. 2011.
- Aventiure. 2012.
- Wie ich einmal so klein war und dann SO GROSS wurde und wie die Welt SO GROSS war und dann so klein wurde. Lektora-Verlag, 2015, ISBN 978-3-95461-043-3.

### Textbeiträge in
- Dirk von Petersdorff (Hrsg.): Ein Gedicht von mir: Lyrikerinnen und Lyriker der Gegenwart stellen sich vor. Reclam, 2012, ISBN 978-3-15-010885-7.
- Wolf Hogekamp, Björn Högsdal (Hrsg.): 155 Kurze. Lektora-Verlag, 2012, ISBN 978-3-938470-79-4.
- Dominik Bartels (Hrsg.): Viele Grüße aus dem schönsten Land der Welt: Geschichten und Gedichte zur Lage der Nation. Blaulicht-Verlag, 2013, ISBN 978-3-941552-22-7.
- Sebastian 23 (Hrsg.): Slam Elektro: Poetry Sampler 2013 (CD). Lektora-Verlag, 2013, ISBN 978-3-95461-015-0.
- Kampf der Künste (Hrsg.): Best of Poetry Slam #1. Talent-Kultur, 2014, ISBN 978-3-00-046941-1.
- Tilman Döring, Marvin Ruppert (Hrsg.): Hessenslam: Das Buch. Lektora-Verlag, 2014, ISBN 978-3-95461-028-0.
- Nora Gomringer, Clara Nielsen (Hrsg.): Lautstärke ist weiblich. Satyr Verlag, 2017, ISBN 978-3-944035-91-8.